# 神经生理学
神经生理学简称“神经生理”，是神经科学的一个分支，研究神经系统（包括周围神经系统，脊椎和脑）的功能机理。神经生理学同时也是生理学的一个分支，专门着眼于神经系统。
由于研究对象可以在分子、细胞、网络、系统等几个不同层次上讨论，神经生理学研究的对象由微观到宏观、由基本到综合包括以下这些方面
- 神经系统在分子水平上的工作原理，例如神经递质、受体和离子通道等分子结构的功能
- 神经系统在细胞，即单个神经元或感受器、效应器水平上的工作原理
- 神经系统在多个神经元所组成的网络水平上的工作方式；这方面的研究属于较为新型的领域，主要是由于研究方法的成熟较晚
- 神经系统在系统水平上的工作机理，最为典型的离子是对神经通路的研究，例如听觉通路、运动通路中各个核团的分工和协调等。

神经生理学按照所研究的功能子系统的不同，可以分为感觉、运动、记忆和学习、情感、语言等其它高级功能的神经生理。
神经生理学的研究方法因所在的层面而不同
- 在分子层面上，包括遗传学方法、生物化学方法，X射线晶体成像等
- 在细胞层面上，包括膜片钳、神经药理、电生理等
- 在多细胞层面上，包括多电极阵列的同时记录等
- 在系统层面，包括损伤方法、电刺激、功能成像等方法。

另外，数学建模在神经生理学的很多层面也发挥总要作用，具体参见计算神经科学。
由于生物体具有结构和功能统一的特点，神经生理学的研究依赖于神经解剖学的知识。研究非正常的神经系统的工作机理和病变原因的学科称为神经病理学。另外，神经生理学和神经药理学、神经发育学、遗传学、动物行为学、心理学、认知科学等许多其它学科也有密切联系。